# Ludwig Fainberg
Ludwig Fainberg, noto anche come Tarzan (Odessa, 1º marzo 1958), è un mafioso e narcotrafficante israeliano con cittadinanza ucraina naturalizzato statunitense, nato nell'allora Unione Sovietica.
Appartenente alla mafia russo-statunitense, di famiglia ebrea, dedito alla tratta delle bianche, nonché al commercio delle armi. Divenne famoso per aver cercato di acquistare un sommergibile ex-sovietico per venderlo ai narcos colombiani come veicolo per il traffico internazionale di stupefacenti.

## Biografia
Nel 1972 la sua famiglia, di ascendenza ebraica si trasferisce in Israele. Nella tarda adolescenza tende a compiere bravate come il lanciarsi urlando dal secondo o terzo piano degli edifici, ed è da allora che viene soprannominato "Tarzan". Si arruola nei marines israeliani, ma non riesce a completare un corso di addestramento superiore, paragonabile a quello dei Navy SEALs americani.
Nel 1980 si trasferisce a Berlino Est dove si unisce alla banda di Efim Laskin e comincia la sua carriera di piccolo delinquente, dedito a truffe con carte di credito, ed a piccoli tentativi di estorsione, ma le sue maldestre azioni scateneranno la reazione della malavita locale, che dopo averlo malmenato a sangue lo costringe ad emigrare altrove.
Si trasferisce negli Stati Uniti, nello Stato di New York, a Brighton Beach, vicino a Coney Island dove risiede una delle più grandi comunità russofone del nordamerica. Lì conosce e sposa una "principessa" della mafia russa locale, ex-moglie di un gangster noto come "Psycho", che si trovava in prigione in Germania. Lei è una rampolla di una famiglia in "attività" da più tre generazioni, cosa che gli garantisce un'ascesa istantanea nella "carriera", anche se lei si oppone a che il giovane marito venga coinvolto in attività criminali, volendolo riabilitare verso attività lecite.
Nonostante questo si unisce alla banda di Grecia Roizes, che traffica in droga per le famiglie mafiose italiane Colombo, Gambino e Genovese, servendosi della copertura fornita dal commercio e fabbricazione di mobili.
Nel 1990 si trasferisce a Miami dove apre il Porky's, un locale di lap-dance e di spogliarello che serve anche come luogo di incontro con altri boss e con ex-agenti del KGB, per lo spaccio di droga, per procurarsi prostitute e per il riciclaggio del denaro sporco. Si comporta in modo estremamente violento e brutale con le donne, ad una di loro sbatte la testa contro il cofano di una Mercedes-Benz fino a ricoprirla di sangue, un'altra la punisce facendole ingoiare pietre.
Presto diventa il leader della mafia russa nel sud della Florida, dove dispone di piantagioni di canapa indiana e di piccoli aeroporti nel bel mezzo del parco paludoso degli Everglades. Poco tempo dopo si associa ai trafficanti sud-americani della molto più proficua e pericolosa cocaina.
Dopo la caduta del Muro di Berlino nel 1989 ed il crollo del regime comunista in Unione Sovietica nel maggio del 1991, il potere d'acquisto degli stipendi dei militari ex-sovietici crolla drasticamente. Gli arsenali ucraini, romeni, polacchi, russi sono pieni di armi, come ad esempio i carri armati T-62 e T-72 che si erano dimostrati del tutto inaffidabili ed obsoleti nella Guerra del Golfo del 1991. Comincia allora la svendita di questo materiale bellico a paesi del terzo mondo come Angola, Congo, Eritrea, Etiopia, Liberia, Ruanda, Somalia. E Ludwig Fainberg con la sua perfetta conoscenza del russo e dell'inglese fa da intermediario.
Successivamente Fainberg entra in contatto con il trafficante di droga colombiano Juan Almeida, e nel 1993 gli vende sei elicotteri da trasporto Mil Mi-8 russi, per un totale di 6 milioni di dollari. Almeida vuole iniziare un traffico di stupefacenti per via sottomarina e nel 1995 convince Fainberg a comprare un sommergibile convenzionale diesel-elettrico in Russia per impiegarlo nel traffico di droga. Riescono ad accordarsi per un prezzo di 5,5 milioni di dollari, ma l'affare salta in aria per la presenza di un agente infiltrato dei servizi segreti americani.
Fainberg viene catturato ed estradato negli Stati Uniti d'America dove nel 1999 viene condannato a una pena detentiva, che viene comminata in seguito ad accuse contro di lui rilasciate dal pentito Grecia Roizes (il suo ex-boss). Condanna che però in seguito è stata abbreviata a 33 mesi, dopo il patteggiamento della pena (da pentito confessa molti dei segreti della sua "attività") e la successiva estradizione in Israele, dove attualmente risiede come cittadino, senza diritto al passaporto ed all'espatrio.